# 鱼嘴站 (重庆轨道交通)
鱼嘴站位于中华人民共和国重庆市江北区鱼嘴镇，是重庆轨道交通4号线车站，车站编号4/13。

## 结构
鱼嘴站为地下島式车站。